# Configuration du dernier rivage
 (avril 2013).
Si vous disposez d'ouvrages ou d'articles de référence ou si vous connaissez des sites web de qualité traitant du thème abordé ici, merci de compléter l'article en donnant les références utiles à sa vérifiabilité et en les liant à la section « Notes et références ».
Configuration du dernier rivage est un recueil de poèmes de Michel Houellebecq publié en 2013 aux Éditions Flammarion à Paris. Le recueil est réparti en cinq sections (“L’Etendue grise”, “Week-end prolongé en zone 6”, “Mémoires d’une bite”, “Les Parages du vide” et “Plateau”).
Il est notamment connu depuis que le chanteur Jean-Louis Aubert a interprété certains poèmes (principalement dans le chapitre Les parages du vide) pour son album Aubert chante Houellebecq - Les Parages du vide.